# HSL 4
| Thalys-Hochgeschwindigkeitszüge im Bahnhof Amsterdam Centraal |                      |                                     |                                     |
| Lage und Verlauf der HSL 4 im belgischen Hochgeschwindigkeitsnetz |                      |                                     |                                     |
| Streckenlänge: | 36 km                |                                     |                                     |
| Spurweite: | 1435 mm (Normalspur) |                                     |                                     |
| Stromsystem: | 25 kV 50 Hz ~        |                                     |                                     |
| Streckengeschwindigkeit: | 300 km/h             |                                     |                                     |
| Zweigleisigkeit: | ja                   |                                     |                                     |
| |                      |                                     |                                     |
| \| \| \| HSL Zuid \| \| \| \| 54,535,9 \| Staatsgrenze Niederlande–Belgien \| Staatsgrenze Niederlande–Belgien \| \| \| 19,9 \| Noorderkempen \| Noorderkempen \| \| \| \| E10-waterplas \| \| \| \| \| \| \| \| \| \| \| \| \| \| \| \| \| \| \| \| Strecke Antwerpen–Lage Zwaluwe \| \| \| \| 0,047,9 \| Y Luchtbal Strecke von Lage Zwaluwe \| Y Luchtbal Strecke von Lage Zwaluwe \| \| \| 46,8 \| Antwerpen-Luchtbal \| Antwerpen-Luchtbal \| \| \| \| Albert-Kanal \| \| \| \| \| \| \| \| \| \| Nord-Süd-Verbindung Antwerpen \| \| \| \| 43,5 \| Antwerpen-Centraal \| Antwerpen-Centraal \| \| \| \| \| \| \| \| \| Altstrecke von Antwerpen-Centraal \| \| \| \| \| Antwerpen-Berchem \| \| \| \| \| Strecke nach Brüssel \| \| |                      |                                     |                                     |
| Strecke |                      | HSL Zuid                            | HSL Zuid                            |
| Grenze | 54,535,9             | Staatsgrenze Niederlande–Belgien    | Staatsgrenze Niederlande–Belgien    |
| Bahnhof | 19,9                 | Noorderkempen                       | Noorderkempen                       |
| Brücke über Wasserlauf |                      | E10-waterplas                       | E10-waterplas                       |
| Brücke |                      | N1                                  | N1                                  |
| Brücke |                      | N11                                 | N11                                 |
| Strecke mit Straßenbrücke |                      | A12                                 | A12                                 |
| Kreuzung geradeaus unten |                      | Strecke Antwerpen–Lage Zwaluwe      | Strecke Antwerpen–Lage Zwaluwe      |
| Abzweig geradeaus und von links | 0,047,9              | Y Luchtbal Strecke von Lage Zwaluwe | Y Luchtbal Strecke von Lage Zwaluwe |
| Bahnhof | 46,8                 | Antwerpen-Luchtbal                  | Antwerpen-Luchtbal                  |
| Brücke über Wasserlauf |                      | Albert-Kanal                        | Albert-Kanal                        |
| Brücke |                      | N1                                  | N1                                  |
| Tunnelanfang |                      | Nord-Süd-Verbindung Antwerpen       | Nord-Süd-Verbindung Antwerpen       |
| Bahnhof (im Tunnel) | 43,5                 | Antwerpen-Centraal                  | Antwerpen-Centraal                  |
| Tunnelende |                      |                                     |                                     |
| Abzweig geradeaus und von links |                      | Altstrecke von Antwerpen-Centraal   | Altstrecke von Antwerpen-Centraal   |
| Haltepunkt / Haltestelle |                      | Antwerpen-Berchem                   | Antwerpen-Berchem                   |
| Strecke |                      | Strecke nach Brüssel                | Strecke nach Brüssel                |

Die HSL 4, auch als Hogesnelheidslijn 4 bezeichnet, ist der belgische Teil der Eisenbahn-Schnellfahrstrecke Schiphol–Antwerpen die Amsterdam (Niederlande) und Antwerpen (Belgien) miteinander verbindet. Der niederländische Teil wird als HSL Zuid bezeichnet. Am 15. Juni 2009 wurde der reguläre Betrieb – auf einem Teilstück zwischen Noorderkempen und Antwerpen – aufgenommen.

## Verlauf
Nördlich von Antwerpen beginnt die Neubaustrecke HSL 4 und folgt der Autobahn E 19. An der niederländischen Grenze bei Hazeldonk geht sie in die HSL-Zuid über und führt weiter nach Rotterdam. Bei Brecht (Belgien) wurde der neue Fernverkehrsbahnhof Noorderkempen errichtet.

## Geschichte
1986 wurde bei einer Ministerkonferenz ein Grundsatzbeschluss zu einer Hochgeschwindigkeitsstrecke gefasst. 1996 wurde die HSL-Zuid als Großprojekt vom Parlament beschlossen und ein Abkommen mit Belgien über die Verlängerung erreicht.
Im März 2000 begannen die Bauarbeiten.
Ende 2000 wurden die vier Bewerber für die Betriebskonzession bekannt gegeben:
- Arriva Nederland und die Deutsche Bahn

- Connexxion, CGEA-Connex und SJ International

- NS Reizigers, NV Koninklijke Luchvaartmaatschappij (KLM) sowie

- Stagecoach Holdings

Die Unterzeichnung eines Betriebsführungsvertrages für die Periode zwischen 2006 und 2020 war für den 12. Oktober 2001 erwartet worden. Die Strecke sollte im Herbst 2006 in Betrieb gehen; ein stündliches Zugpaar sollte von Amsterdam bis Brüssel verkehren, die Hälfte dieser Züge weiter bis Paris. Weitere Schnellverkehrsrelationen sollten zwischen Den Haag und Brüssel sowie zwischen Breda und Brüssel eingerichtet werden.
Im Frühjahr 2004 kündigte die SNCB an, aufgrund mangelnder Wirtschaftlichkeit keinen Verkehr zwischen Antwerpen und Breda nach Fertigstellung der HSL Zuid anbieten zu wollen.
Zahlreiche Schwierigkeiten, insbesondere mit dem Zugbeeinflussungssystem ETCS, führten zu mehrfachen Verzögerungen.
Am 29. Mai 2009 wurde der Fernverkehrsbahnhof Noorderkempen in Betrieb genommen, am 15. Juni der reguläre Betrieb von dort nach Antwerpen aufgenommen.

### Betrieb
Die Strecke wird seit dem 15. Juni 2009 von mehreren niederländischen Intercitylinien mit maximal 200 km/h befahren.
Seit dem 13. Dezember 2009 befährt der Hochgeschwindigkeitszug Thalys, der Amsterdam, Brüssel und Paris verbindet, die Strecke in voller Länge mit maximal 300 km/h.
Seit dem 4. April 2018 verkehren zudem zwei Zugpaare des internationalen Hochgeschwindigkeitszugs Eurostar zwischen Amsterdam und London, die zwischen Brüssel und Amsterdam die Strecke in voller Länge mit 300 km/h befahren. Eingesetzt werden Siemens-Velaro-Züge des Typs Eurostar 320, die 2018 für das niederländische Streckennetz samt dessen eigenem Strom- und Zugbeeinflussungssystem zugelassen wurden.
Zwischen dem 9. Dezember 2012 und dem 18. Januar 2013 nutzten außerdem 10 Fyra-Züge die Strecke pro Tag und Richtung. Am 18. Januar 2013 wurde der Einsatz dieser Züge durch ein Fahrverbot der belgischen Aufsichtsbehörde gestoppt und nicht wieder aufgenommen.
Nach einer Fusion von Thalys und Eurostar werden seit Oktober 2023 die seitherigen Thalys-Züge ebenfalls als Eurostar vermarktet.

## Technik
Die Strecke ist in Blockabschnitte mit einer weitgehend konstanten Länge von rund 1,6 km eingeteilt. Zur Zugbeeinflussung wird ETCS (zunächst SRS 2.2.2 mit zusätzlichen Änderungen aus Subset 108, später auf SRS 2.3.0 konsolidiert) verwendet. Der normale Betrieb mit bis zu 300 km/h erfolgt unter ETCS Level 2, als Rückfallebene – für Geschwindigkeiten bis 160 km/h – wird ETCS Level 1 mit reduzierter Blockteilung verwendet. Die Blockkennzeichen der Strecke sind teilweise mit einem Licht-Ersatzsignal ausgerüstet. Die Mindestzugfolgezeiten betragen 3 Minuten unter ETCS Level 2 bzw. 6 Minuten unter ETCS Level 1. Ein Übergang von ETCS Level 2 zu ETCS Level 1 ist nach dem Anhalten des Zuges möglich. Zwischen der HSL 4 und der HSL Zuid wurde – erstmals in Europa – der Übergang zwischen zwei nationalen ETCS-Level-2-Systemen mit 300 km/h implementiert. Als Rückfallebene wird Level 1 bei Störungen des GSM-R-Funks oder der ETCS-Zentralen (Radio Block Centre, RBCs) genutzt. Auf der Strecke können gleichzeitig Züge beider Level fahren.
Die Entscheidung für den Einsatz von ETCS auf der HSL 3 und HSL 4 fiel 1999, parallel zur Entscheidung für den Einsatz von TBL2 auf der HSL 2.
Die Elektrifizierung der Strecke wurde von der SNCF im Rahmen eines befristeten Technologietransfers unterstützt.